# Vendramino Bariviera
Vendramino Bariviera (né le 25 octobre 1937 à Rome et mort le 23 novembre 2001 à Conegliano) est un coureur cycliste italien des années 1960. 

## Biographie
Professionnel de 1961 à 1967, Vendramino Bariviera a notamment remporté six étapes du Tour d'Italie, en 1963, 1964 et 1966.

## Palmarès

### Palmarès amateur
- 1957
  - 2e du Gran Premio Pirelli
- 1958
  - Coppa Caduti Sanmartinesi
  - 1re étape de la Course de la Paix
  - Gran Premio Gnecchi
  - Giro del Piave
  - 2e de Florence-Viareggio
- 1959
  - Trofeo Piva
  - Trofeo Minardi
  - 2e du Trofeo Napoleone Faina
- 1960
  - La Popolarissima
  - 2e de la Coppa Guglielmo Miserocchi

### Palmarès professionnel
- 1962
  - Milan-Vignola
  - 2e du Grand Prix Cemab à Mirandola
  - 3e de la Coppa Placci
- 1963
  - 5e, 6e et 17e étapes du Tour d'Italie
  - Grand Prix de l'industrie et du commerce de Prato
  - 2e du championnat d'Italie sur route
  - 3e du Championnat de Zurich
- 1964
  - 6e étape du Tour d'Italie
- 1966
  - 5e et 22e étapes du Tour d'Italie
  - 2e de la Cronostafetta

## Résultats sur les grands tours

### Tour de France
1 participation
- 1963 : abandon (8e étape)

### Tour d'Italie
7 participations 
- 1961 : hors délais (7e étape)
- 1962 : abandon (7e étape)
- 1963 : 46e, vainqueur des 5e, 6e et 17e étapes
- 1964 : 61e, vainqueur de la 6e étape
- 1965 : 43e
- 1966 : 53e, vainqueur des 5e et 22e étapes
- 1967 : abandon (8e étape)